# 马尔泽维尔
马尔泽维尔（法語：Malzéville，法語發音：[malzevil]）是法国默尔特-摩泽尔省的一个市镇，位于南锡市区北部，属于南锡区。马尔泽维尔是南锡都市圈公共社区的一部分。

## 地理
马尔泽维尔（48°42'37"N, 6°11'11"E）面积7.53 平方千米，位于法国大東部大區默尔特-摩泽尔省，该省份为法国东北部内陆省份，是洛林的一部分，北邻比利时、卢森堡，北起顺时针与摩泽尔省、下莱茵省、孚日省和默兹省接壤。
与马尔泽维尔接壤的市镇（或旧市镇、城区）包括：尚皮尼厄勒、多马尔特蒙、厄尔蒙、莱圣克里斯托夫、马克塞维尔、南锡、圣马克斯。

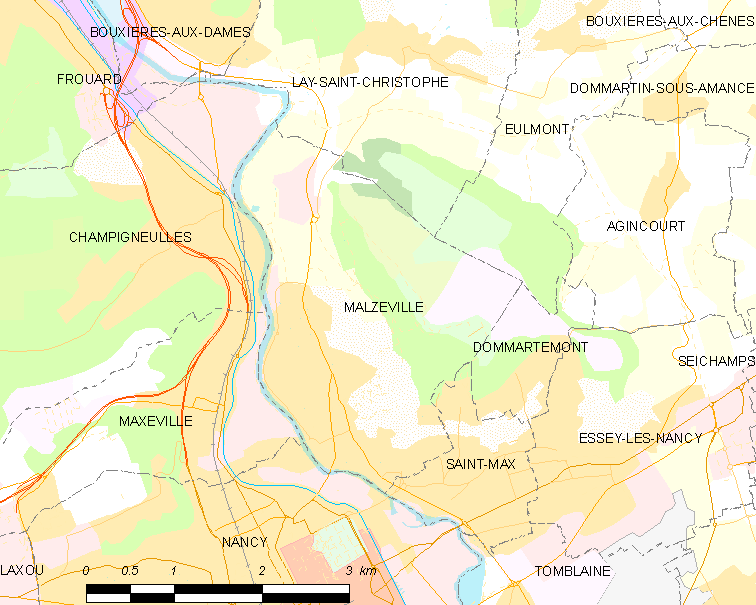
马尔泽维尔的OSM定位图

马尔泽维尔的时区为UTC+01:00、UTC+02:00（夏令时）。

## 行政
马尔泽维尔的邮政编码为54220，INSEE市镇编码为54339。

## 政治
马尔泽维尔所属的省级选区为圣马克斯县。

## 人口

1962-2008年间马尔泽维尔人口变化图示

马尔泽维尔于2022年1月1日时的人口数量为7818人。